# Bianca Bin
Bianca Franceschinelli Bin (Jundiaí, 3 settembre 1990) è un'attrice brasiliana, attiva soprattutto nell'ambito di telenovelas.

## Filmografia parziale
- Malhação (2009)
- Passione (2010)
- Cordel encantado (2011)
- Guerra dos sexos (2012)
- Joia Rara (2013)
- Boogie oogie (2014)
- Êta mundo bom! (2016)
- O outro lado do paraíso (2017)